# Jonny Weston
Jonny Weston (ur. 29 listopada 1987 w Charleston) – amerykański aktor filmowy i telewizyjny.

## Życiorys

### Wczesne lata
Urodził się i dorastał w Charleston w stanie Karolina Południowa. Mając 18 lat przeprowadził się do Los Angeles, gdzie uczył się w University of Southern California i uczęszczał na kurs teatralny. Następnie wyjechał do Nowego Jorku w poszukiwaniu pracy i spędził kilka miesięcy na Brooklynie.

### Kariera
Po gościnnym występie w sitcomach Pocket Dial (2011) i Super ninja (Supah Ninjas, 2011), zagrał postać naiwnego gwiazdora porno Bobby’ego w dramacie About Cherry (2012) u boku Jamesa Franco. Zyskał popularność jako surfer Jay Moriarity w biograficznym dramacie Wysoka fala (Chasing Mavericks, 2012) obok Gerarda Butlera oraz jako David Raskin w Projekt Almanach: Witajcie we wczoraj (Project Almanac, 2015).

## Filmografia
- 2011: Kiedyś to zrozumiesz (Someday This Pain Will Be Useful to You, TV) jako Thom
- 2011: Super ninja (Supah Ninjas) jako James / Spyder
- 2012: Caroline and Jackie (Caroline and Jackie) jako Jack
- 2012: Under the Bed jako Neal Hausman
- 2012: John ginie na końcu (John Dies at the End) jako Justin White
- 2012: Wysoka fala (Chasing Mavericks) jako Jay Moriarity
- 2012: About Cherry jako Bobby
- 2013: Sugar jako B-Wild
- 2014: Uprowadzona 3 (Taken 3) jako Jimy
- 2014: Kelly i Cal (Kelly & Cal) jako Cal
- 2014: Any Tom, Dick, or Harry (TV) jako Hugo Jones-Hudson
- 2015: Projekt Almanach: Witajcie we wczoraj (Project Almanac) jako David Raskin
- 2015: Zbuntowana (Insurgent) jako Edgar
- 2015: We Are Your Friends jako Mason
- 2016: Seria „Niezgodna”: Wierna jako Edgar
- 2017: Beyond Skyline jako Trent
- 2019: Benjamin jako Tom